# Ossauskoski vattenkraftverk

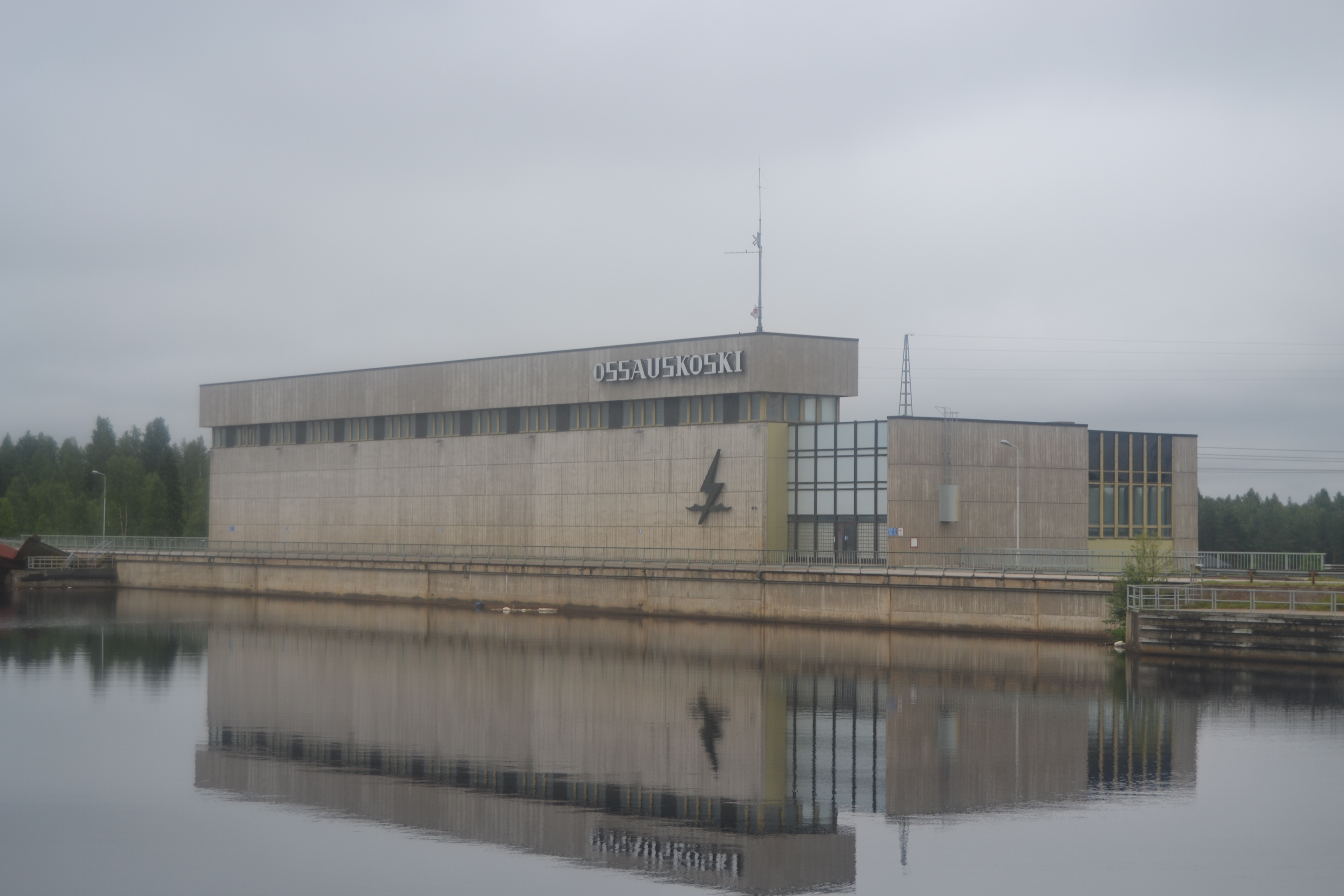
Ossauskoski vattenkraftverk.

Ossauskoski är en fors och ett vattenkraftverk i Kemi älvs nedre lopp i Tervola kommun. 
Kraftverket, som har en effekt på 93 MW, uppfördes 1961–1965; fallhöjden vid de tre turbinerna är 15 meter. Det ägs av Kemijoki Oy och producerar årligen 461 GWh. Genom dammen vid Ossauskoski uppdämdes även den stora forsen Narkauskoski ungefär en mil längre uppåt älven.